# Wesselsbron
Wesselsbron este un oraș din Africa de Sud.